# Jacques de Manse
 (juillet 2009).
Si vous disposez d'ouvrages ou d'articles de référence ou si vous connaissez des sites web de qualité traitant du thème abordé ici, merci de compléter l'article en donnant les références utiles à sa vérifiabilité et en les liant à la section « Notes et références ».
Jacques de Manse, né le 22 avril 1628 à Montpellier  et mort le 30 décembre 1699 à Montpellier est un financier, homme d'affaires, et fermier éphémère des gabelles du Languedoc (1660-1661). Il se présente comme écuyer, conseiller du roi, trésorier de la vénerie et de la fauconnerie du roi,et des toiles de chasse de sa majesté.
Il a un frère aîné né en 1625 appelé aussi Jacques de Manse, trésorier de France et intendant de la gabelle du Languedoc.

## Biographie

### Famille et formation
Fils de Jacques de Manse et de Jeanne de Gauthier, il voit le jour en 1628 à Montpellier. Il est le second d'une famille d'au moins six enfants. De confession protestante, il est baptisé au Temple le 13 juin 1628. La famille de Manse occupe durant plusieurs décennies des postes importants dans la région de Montpellier. Son père est lieutenant particulier au Présidial de Montpellier, son frère aîné, Jacques président trésorier de France à Montpellier. Il est possible qu'il ait suivi des études dans la magistrature, car il occupe la charge de substitut du procureur général en la cour de Montpellier à partir du 19 mars 1656.

### Manse et la gabelle
Jacques de Manse l’aîné a une vie bien réglée. Il est trésorier de France, intendant des gabelles et agent voyer. En 1667, il transforme une bâtisse pour en faire une demeure digne de son rang, l'hôtel de Manse rue d'embouque d'or à Montpellier. De la vie de son cadet en Languedoc on sait très peu sauf qu'en janvier 1660 il acquiert la charge de fermier des gabelles du Langedoc grâce à l'appui de Nicolas Fouquet et qu'en septembre 1661, à la demande de l'assemblée des états du Languedoc présidée par le prince de Conti, frère du "Grand Condé" Il perd cette ferme des gabelles au profit de Pierre-Paul Riquet qui en tirera des bénéfices qui serviront en partie au financement du canal du midi.

### La pompe du Pont Notre-Dame
En 1669, on le trouve à Paris où il s'implique immédiatement dans de nombreuses affaires. Ainsi, en 1670, Jacques de Manse propose — sous le prête-nom de Guillaume Fondrinier — au bureau de la ville de Paris de transformer le "Grand Moulin" meunier du Pont Notre-Dame en une machine élévatoire pour alimenter en eau de Seine les Fontaines de la rive droite. Il demande 40 000 livres tournois pour la réaliser et s'engage à fournir 1 000 m3 par jour..Après avoir pris connaissance du traité, Jacques de Manse oblige volontairement et solidairement Guillaume Fondrinier à se démettre, le 26 mars 1670. Le 2 mai 1670, Guillaume Fondrinier reconnaît devant notaire qu’il a prêté son nom et qu’il ne prétend rien des clauses mentionnées dans l’acte de cautionnement car il déclare que tout appartient à Jacques de Manse. Ce dernier comparaît le 9 avril 1671 au greffe de la ville de Paris afin d’accepter les conditions que lui impose la ville au sujet de la machine élévatoire. Il s’engage à ne rien ajouter aux machines et aux mouvements qui servent à élever de l’eau et il consent à présenter les pièces en détail lors des visites de Chignin, charpentier du roi.
Les travaux sont à la charge de Jacques de Manse mais la responsabilité du chantier revient à Chignin et toutes autres personnes compétentes qu’il s’agisse de différentes opérations (enlèvement, ajout, augmentation, réduction de pièces) sans qu’ils ne perturbent ou n’endommagent les pièces de la machine du moulin. Les pièces sont jugées par le charpentier du roi ; L’arbre de la roue et les travaillants étaient réalisés selon ses dessins. Pendant les travaux, M. de Manse n’avait pas le droit d’intervenir sur le chantier sans le consentement de Chignin.
En 1672, les travaux semblent terminés. La machine entre en service avec un débit qui ne dépassera jamais la moitié du débit contractuel. En 1677, la débâcle des glaces endommage les pompes, emportent quelques pieux des moulins ainsi que la galerie menant du pont aux deux machines, ébranlant les bâtiments. En décembre 1678, la production des machines baisse. Pendant l’hiver, les gelées sont mises à profit pour réparer la machine. Pendant cette période, l’entretien de la machine, sous la responsabilité de Jacques de Manse est négligé. Il détourne une partie de l’eau montée pour l’utiliser dans des aménagements hydrauliques à son usage personnel. En 1680, la charge de la machine lui est retirée et confiée au menuisier Jean Albert.
En 1673, Jacques de Manse envoie une lettre à Colbert dans laquelle il présente un projet de pompe élévatoire destinée à compléter la fourniture en eau de Versailles aussi bien pour les réservoirs que pour les habitants. Il suggère son implantation à Bougival. Son projet simpliste ne sera pas retenu.

### Le Canal de l'Ourcq
Par ailleurs, en juillet 1676, Louis XIV accorda par lettres patentes à messieurs Riquet et de Manse l’autorisation du canal de l’Ourcq, le duc d’Orléans, pour cause de son duché du Valois, accordant la sienne le 20 mai 1677. Ces lettres donnaient donc la possibilité d’ouvrir ce canal de cinquante milles, allant de la rivière d'Ourcq à la Marne, et de dix milles au-delà de Meaux jusqu’à Paris ; les travaux devaient être financés par les droits de boucherie ainsi que par les cessions d’eau aux particuliers.
Riquet trop absorbé par le Canal du Midi confie la conduite du chantier à Jacques de Manse. Riquet tient à être informé par des hommes à lui de l'avancement des travaux.se méfiant de son associé qu'il trouvait négligent. Mais la mort de Riquet (1680), et surtout celle de Colbert (1683), puis les guerres en cours, incitèrent le Parlement de Paris à prononcer l'arrêt des travaux en 1684. Cependant, Jacques de Manse conserve soigneusement tous les plans, cartes niveaux, titres, mémoires. Sa veuve Catherine Talon en est dépositaire à la mort de Jacques, laquelle, sous la régence en 1717, présente un mémoire au duc d’Orléans pour continuer l’entreprise. En 1682, Colbert envoie Jacques de Manse dans le Languedoc avec pour mission de lui faire un rapport sur l'état du Canal du Midi.

### Le Jardin des "Grandes Eaux" du Château de Chantilly
Jacques de Manse apparaît dans les correspondances du Château dès avril 1673, et dans les comptes dès avril - mai 1676. Le domaine de Chantilly, propriété du prince de Condé, cousin germain de louis XIV, est alors en plein travaux. Après avoir terminé le jardin,des "petites eaux " autour du Château, le Prince toujours guidé par André Le Nôtre entreprend la construction du Jardin des "Grandes Eaux" qui nécessite la construction d'une machine pour remplir les réservoirs et de là, la distribuer par un vaste réseau de tuyaux vers les nombreux jeux d'eau. Sollicité par le prince, le rôle de Jacques de Manse, consiste à fournir les tuyaux et toutes les pièces en métal nécessaires à la construction de la machine élévatoire par le menuisier maître Albert. Mission dans laquelle Jacques de Manse s'empêtre compte tenu de la difficulté à obtenir des tuyaux surtout de tuyaux en fer. Peu à peu, Jacques de Manse s'éloigne du chantier. En 1684, il échange encore quelques lettres avec le Prince. À sa mort en 1686, Jacques de Manse est ailleurs. Une dernière lettre de lui en 1687 montre qu'il est encore à Paris.
Pour abriter la machine élévatoire, le prince fait construire un Pavillon élégant de manière à masquer sa fonction. Le pavillon dès le début des travaux est nommé Pavillon de Manse. Le pavillon de Manse à Chantilly est toujours debout. Il a été restauré en 2010 par son propriétaire, l'Institut de France. Un peu avant, en 2004, une association, l'Association Pavillon Jacques de Manse composée de bénévoles a reconstruit à l'identique la machine élévatoire telle qu'elle est décrite en 1784 dans un album conservé au Musée Condé, l'album du Comte du Nord
Pendant cette période, le prince Condé a quelques attentions pour Jacques de Manse. En avril 1677, Il est témoin de son mariage avec Catherine-Isabelle-Marie Talon, fille de Pierre Talon. À la cérémonie à l'église Saint André des arts sont présents outre monsieur le prince, Monsieur le duc et Madame la duchesse de Bourbon, le duc de Berwick, M. d’Usson de Bonrepos, le marquis de Castries et son frère et le comte de Clermont, les Ranchin de Paris. Cette alliance lui ouvre d'innombrables portes parisiennes, car les Talon ont au cours des années réalisé des alliances des plus remarquables. En effet, c’est toute la puissance du Parlement de Paris, mais aussi de la haute administration parisienne qui défile : la tribu des Talon, dont le puissant Omer.
Plus tard en octobre 1679, le Prince est parrain de son fils baptisé en l'église saint Roch. En 1680, il lui fait cadeau d'un diamant.